# Батюм, Николя
Николя́ Батю́м (фр. Nicolas Batum; род. 14 декабря 1988, Лизьё) — французский баскетболист, выступающий в Национальной баскетбольной ассоциации за команду «Лос-Анджелес Клипперс». Был выбран на драфте НБА 2008 года в первом раунде под общим 25-м номером командой «Хьюстон Рокетс». Играет на позиции лёгкого форварда.

## Профессиональная карьера

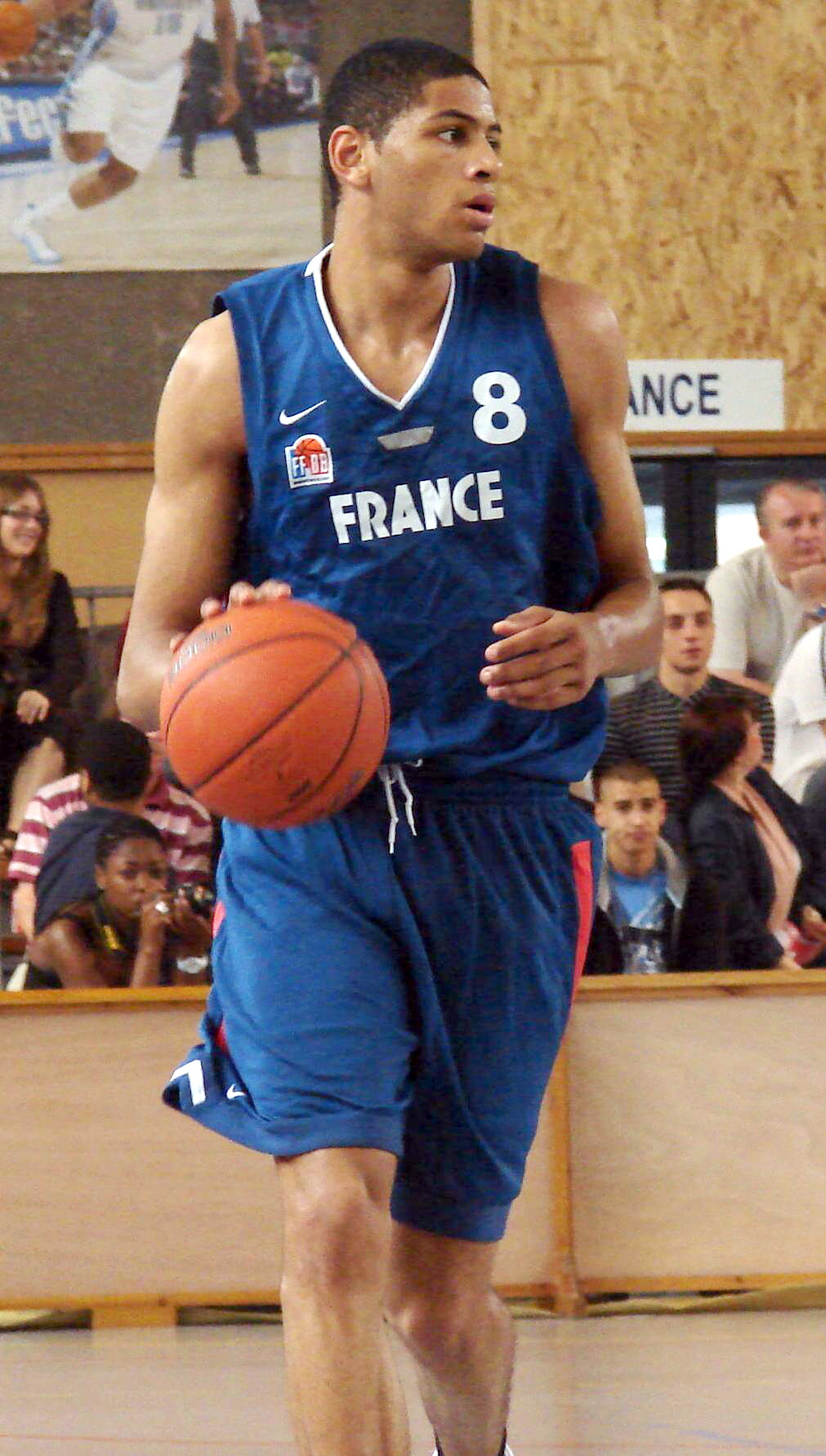
Николя Батюм в 2007 году

### Ле Ман Сарте (2006—2008)
Батюм входил в состав юниорской сборной Франции, которая выиграла чемпионат Европы ФИБА до 16 лет в 2004 году. Он был признан MVP чемпионата Европы ФИБА до 18 лет в 2006 году, когда Франция завоевала на этом турнире золотые медали.
В 2006 году Батум был признан самым ценным игроком Турнира Альберта Швейцера среди юношей до 18 лет в Мангейме (Германия) в составе сборной Франции, ставшей победителем турнира. В семи матчах турнира Батум набирал в среднем 19 очков, делал более 5 подборов и более 2 перехватов за игру.
Выступая за команду «Ле Ман», Батюм набирал в среднем 3,4 очка, 2,5 подбора и 0,5 передачи за 13 минут игры в сезоне 2006/07 французской лиги, и 12,3 очка (52,3%), 5,0 подбора и 3,6 передачи за 28 минут игры в сезоне 2007/08.

### Портленд Трэйл Блэйзерс (2008—2011)
После того как Батум был выбран «Хьюстон Рокетс» под 25-м номером на драфте НБА 2008 года, он был обменян в «Портленд Трэйл Блэйзерс» на права на Даррелла Артура и Джоуи Дорси.

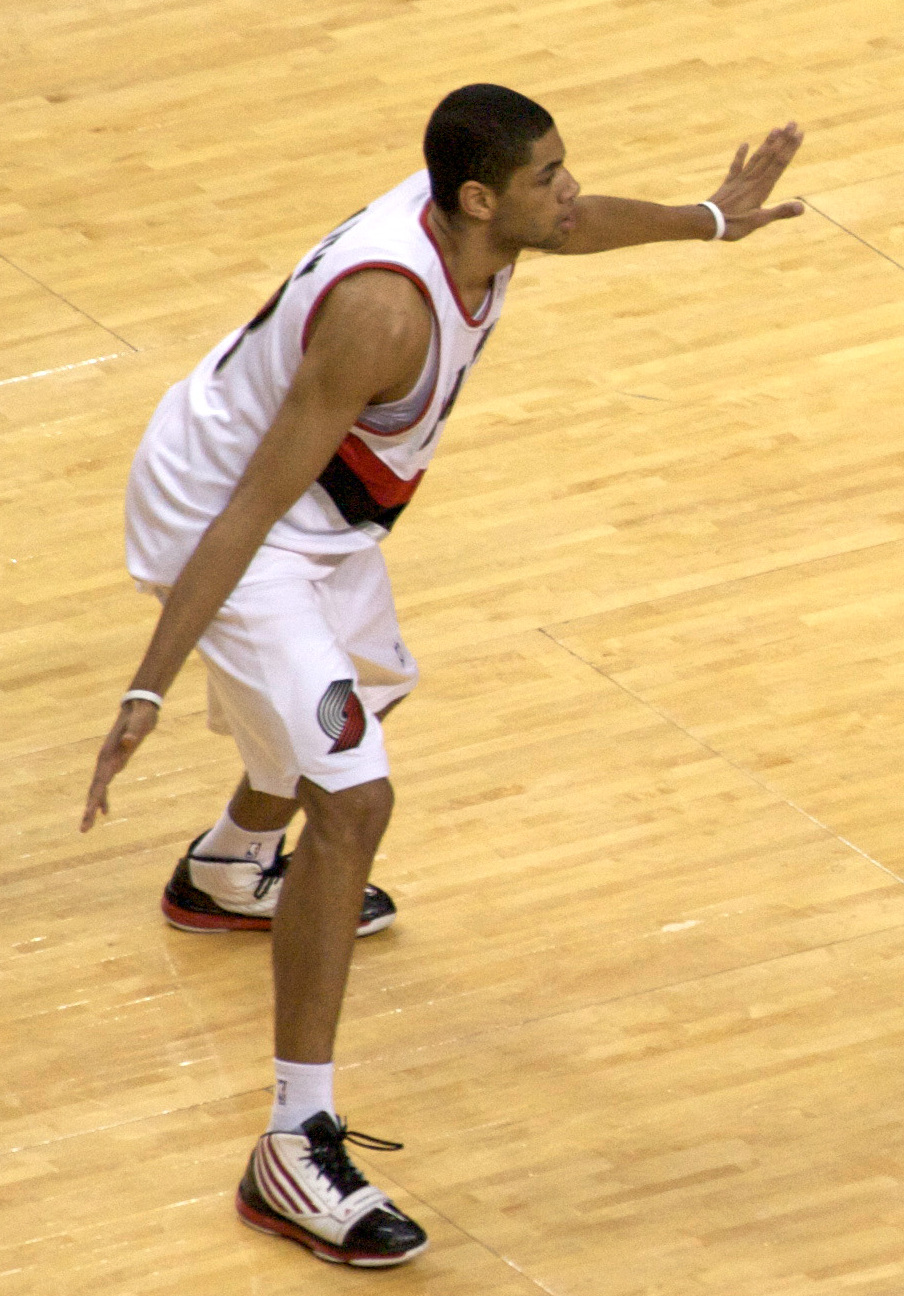
Батюм в составе «Портленда»

Выйдя в первых трех матчах своей карьеры в НБА со скамейки запасных, Батюм вышел в стартовом составе вместо Трэвиса Аутло в четвертом матче «Портленда» в сезоне 2008/09, проигранном «Юте Джаз» со счетом 103-96. 13 марта 2009 года Батюм набрал максимальные в сезоне 20 очков, а также забросил трехочковый за 29,9 секунды до конца матча, что привело к победе над «Нью-Джерси Нетс».
Батюм пропустил первые 45 игр сезона 2009/10 из-за разрыва хряща в правом плече. Он сыграл в первой игре сезона 25 января 2010 года.
Батюм впервые набрал более 30 очков, набрав 31 очко (включая 7 подборов, 7 передач и 3 перехвата) 27 февраля 2010 года в игре против «Миннесоты Тимбервулвз».

### Нанси (2011)
В сезоне 2011/12 во время локаута в Национальной баскетбольной ассоциации выступал за французский клуб Нанси. В сезоне 2011/2012 дважды признан самым ценным игроком недели Евролиги (2-я и 4-я неделя).

### Портленд Трэйл Блэйзерс (2011—2015)
После окончания локаута Батюм вернулся в «Портленд».
25 июня 2012 года «Портленд Трэйл Блэйзерс» направил Батюму квалификационное предложение, сделав его ограниченно свободным агентом. Менее чем через три недели Батюм подписал с «Миннесотой Тимбервулвз» предложение на сумму 46 миллионов долларов на 4 года. 18 июля 2012 года «Трэйл Блэйзерс» решили повторить предложение «Тимбервулвз», подписав с Батюмом контракт до сезона 2015/16.
16 ноября 2012 года Батюм набрал 35 очков в матче с «Хьюстон Рокетс», после чего ровно через месяц Батюм записал на свой счет 15-й «файв-бай-файв» в НБА с сезона 1985/86 и первый со времен Андрея Кириленко в январе 2006 года. В этой игре Батюм набрал 11 очков, сделал 10 передач, 5 подборов, 5 блоков и 5 перехватов в победе над «Нью-Орлеан Хорнетс».
21 января 2013 года Батюм сделал свой первый трипл-дабл в матче с «Вашингтон Уизардс», набрав 12 очков и добавив к ним 10 подборов, 11 передач, 3 перехвата и 2 блока.
В 2012/13 Батюм провел карьерный год: почти по всем статистическим показателям он достиг карьерных максимумов. Наибольшим улучшением стали его передачи: в среднем он отдавал 4,9 передачи, что более чем в три раза превышает его предыдущий рекорд (1,5 передачи за игру в сезоне 2010/11).
В сезоне 2014/15 Батюм был вторым самым высокооплачиваемым игроком «Блэйзерс», набирал 9,4 очка (40% с игры), 5,9 подбора и 4,8 передачи.

### Шарлотт Хорнетс (2015—2020)
25 июня 2015 года «Портленд» обменял лёгкого форварда Николя Батюма в «Шарлотт Хорнетс» на защитника Джеральда Хендерсона и тяжёлого форварда Ноа Вонле. 
1 августа 2015 года Батюм сыграл за команду Африки на выставочном матче НБА 2015 года. Он дебютировал за «Хорнетс» в матче-открытии сезона против «Майами Хит» 28 октября, набрав 9 очков и 6 подборов. 
15 ноября он набрал максимальные в сезоне 33 очка в победе над «Портленд Трэйл Блэйзерс». На следующий день он был признан игроком недели Восточной конференции за игры, сыгранные с понедельника, 9 ноября, по воскресенье, 15 ноября. Это была первая в карьере награда игрока недели для Батюма, который привел «Хорнетс» к результату 3-1 на этой неделе.
9 декабря он сделал свой пятый в карьере трипл-дабл, набрав 10 очков, 11 подборов и 11 передач в победе над «Майами Хит». 
В начале января он пропустил четыре игры из-за травмы пальца правой ноги. Позже в том же месяце он пропустил еще три игры из-за той же травмы. 
29 марта он оформил свой второй трипл-дабл в сезоне, набрав 19 очков, 12 подборов и 12 передач в победе над «Филадельфией Севенти Сиксерс». 
20 апреля первый сезон Батюма в «Хорнетс» завершился после очередной травмы, на этот раз растяжения левого голеностопа, полученной во второй игре серии первого раунда плей-офф с «Майами Хит».
7 июля 2016 года Батюм переподписал контракт с «Хорнетс» на пять лет и 120 миллионов долларов. 23 декабря 2016 года он оформил свой первый трипл-дабл в сезоне, набрав 20 очков, 11 подборов и 10 передач в победе над «Чикаго Буллз».
5 октября 2017 года Батюм выбыл на срок от шести до восьми недель из-за разрыва локтевой коллатеральной связки левого локтя. Батюм дебютировал в сезоне 15 ноября 2017 года, набрав 16 очков за 32 минуты в стартовом составе в матче с «Кливленд Кавальерс». Через неделю Батюм покинул игру «Хорнетс» против «Вашингтон Уизардс» во второй четверти с ушибом левого локтя и не вернулся. 31 января 2018 года он набрал 10 очков, сделал 11 подборов и 10 передач в победе над «Атлантой Хокс». 10 марта 2018 года он набрал 29 очков, сделал 12 подборов и 7 передач в победе над «Финикс Санз». Пятью днями позже он записал на свой счет 16 результативных передач, а также 10 очков и 10 подборов в победе над «Хокс». 24 октября 2019 года Батюм выбыл из строя на две-три недели из-за авульсионного перелома третьего пальца левой руки.
29 ноября 2020 года Батюм был отчислен «Шарлотт».

### Лос-Анджелес Клипперс (2020—2023)
1 декабря 2020 года Батюм подписал контракт с клубом «Лос-Анджелес Клипперс».
13 августа 2021 года Батюм переподписал контракт с «Клипперс».
6 июля 2022 года Батюм переподписал контракт с «Клипперс» на два года.

### Филадельфия Севенти Сиксерс (2023—2024)
1 ноября 2023 года «Филадельфия Севенти Сиксерс» приобрела Батюма, Маркуса Морриса, Роберта Ковингтона и Кеньона Мартина (младшего) у «Клипперс» в обмен на Джеймса Хардена, Пи Джея Такера и Филипа Петрушева. В рамках сделки «Клипперс» передали «Сиксерс» выбор первого раунда драфта, два выбора второго раунда драфта, право на обмен пиками и денежную компенсацию, а также отправили право на обмен пиками и денежную компенсацию в «Оклахома-Сити Тандер».

### Лос-Анджелес Клипперс (2024—настоящее время)
1 июля 2024 года Батюм подписал двухлетний контракт с клубом «Лос-Анджелес Клипперс». Контракт включает опцию игрока на сезон 2025/26 и трейд-кикер на 15 процентов.
30 июня 2025 года стало известно, что Батюм подпишет новый двухлетний контракт с «Клипперс» на 11,5 миллиона долларов с опцией команды на второй год.

## Статистика

### Статистика в НБА
| Сезон                                                                                    | Команда     | Регулярный сезон | Регулярный сезон | Регулярный сезон | Регулярный сезон | Регулярный сезон | Регулярный сезон | Регулярный сезон | Регулярный сезон | Регулярный сезон | Регулярный сезон | Регулярный сезон | Серия плей-офф | Серия плей-офф | Серия плей-офф | Серия плей-офф | Серия плей-офф | Серия плей-офф | Серия плей-офф | Серия плей-офф | Серия плей-офф | Серия плей-офф | Серия плей-офф |
| Сезон                                                                                    | Команда     | GP               | GS               | MPG              | FG%              | 3P%              | FT%              | RPG              | APG              | SPG              | BPG              | PPG              | GP             | GS             | MPG            | FG%            | 3P%            | FT%            | RPG            | APG            | SPG            | BPG            | PPG            |
| ---------------------------------------------------------------------------------------- | ----------- | ---------------- | ---------------- | ---------------- | ---------------- | ---------------- | ---------------- | ---------------- | ---------------- | ---------------- | ---------------- | ---------------- | -------------- | -------------- | -------------- | -------------- | -------------- | -------------- | -------------- | -------------- | -------------- | -------------- | -------------- |
| 2008/09                                                                                  | Портленд    | 79               | 76               | 18,4             | 44,6             | 36,9             | 80,8             | 2,8              | 0,9              | 0,6              | 0,5              | 5,4              | 6              | 5              | 10,5           | 55,6           | 50,0           | -              | 0,5            | 0,2            | 0,2            | 0,3            | 2,0            |
| 2009/10                                                                                  | Портленд    | 37               | 25               | 24,8             | 51,9             | 40,9             | 84,3             | 3,8              | 1,2              | 0,6              | 0,7              | 10,1             | 6              | 6              | 23,1           | 45,9           | 42,9           | 75,0           | 3,2            | 0,8            | 0,3            | 0,0            | 8,2            |
| 2010/11                                                                                  | Портленд    | 80               | 67               | 31,5             | 45,5             | 34,5             | 84,1             | 4,5              | 1,5              | 0,9              | 0,6              | 12,4             | 6              | 0              | 25,2           | 41,3           | 26,9           | 75,0           | 1,7            | 1,3            | 0,8            | 0,8            | 8,0            |
| 2011/12                                                                                  | Портленд    | 59               | 34               | 30,4             | 45,1             | 39,1             | 83,6             | 4,6              | 1,4              | 1,0              | 1,0              | 13,9             | Не участвовал  | Не участвовал  | Не участвовал  | Не участвовал  | Не участвовал  | Не участвовал  | Не участвовал  | Не участвовал  | Не участвовал  | Не участвовал  | Не участвовал  |
| 2012/13                                                                                  | Портленд    | 73               | 73               | 38,4             | 42,3             | 37,2             | 84,8             | 5,6              | 4,9              | 1,2              | 1,1              | 14,3             | Не участвовал  | Не участвовал  | Не участвовал  | Не участвовал  | Не участвовал  | Не участвовал  | Не участвовал  | Не участвовал  | Не участвовал  | Не участвовал  | Не участвовал  |
| 2013/14                                                                                  | Портленд    | 82               | 82               | 36,0             | 46,5             | 36,1             | 80,3             | 7,5              | 5,1              | 0,9              | 0,7              | 13,0             | 11             | 11             | 41,7           | 47,2           | 35,0           | 80,0           | 7,6            | 4,8            | 1,3            | 0,5            | 15,2           |
| 2014/15                                                                                  | Портленд    | 71               | 71               | 33,5             | 40,0             | 32,4             | 85,7             | 5,9              | 4,8              | 1,1              | 0,6              | 9,4              | 5              | 5              | 41,7           | 34,3           | 33,3           | 76,9           | 8,6            | 5,2            | 0,2            | 0,2            | 14,2           |
| 2015/16                                                                                  | Шарлотт     | 70               | 70               | 35,0             | 42,6             | 34,8             | 84,9             | 6,1              | 5,8              | 0,9              | 0,6              | 14,9             | 5              | 2              | 28,8           | 37,8           | 27,3           | 85,0           | 3,6            | 2,0            | 0,4            | 0,0            | 11,4           |
| 2016/17                                                                                  | Шарлотт     | 77               | 77               | 34,0             | 40,3             | 33,3             | 85,6             | 6,2              | 5,9              | 1,1              | 0,4              | 15,1             | Не участвовал  | Не участвовал  | Не участвовал  | Не участвовал  | Не участвовал  | Не участвовал  | Не участвовал  | Не участвовал  | Не участвовал  | Не участвовал  | Не участвовал  |
| 2017/18                                                                                  | Шарлотт     | 64               | 64               | 31,0             | 41,5             | 33,6             | 83,1             | 4,8              | 5,5              | 1,0              | 0,4              | 11,6             | Не участвовал  | Не участвовал  | Не участвовал  | Не участвовал  | Не участвовал  | Не участвовал  | Не участвовал  | Не участвовал  | Не участвовал  | Не участвовал  | Не участвовал  |
| 2018/19                                                                                  | Шарлотт     | 75               | 72               | 31,4             | 45,0             | 38,9             | 86,5             | 5,2              | 3,3              | 0,9              | 0,6              | 9,3              | Не участвовал  | Не участвовал  | Не участвовал  | Не участвовал  | Не участвовал  | Не участвовал  | Не участвовал  | Не участвовал  | Не участвовал  | Не участвовал  | Не участвовал  |
| 2019/20                                                                                  | Шарлотт     | 22               | 3                | 23,0             | 34,6             | 28,6             | 90,0             | 4,5              | 3,0              | 0,8              | 0,4              | 3,6              | Не участвовал  | Не участвовал  | Не участвовал  | Не участвовал  | Не участвовал  | Не участвовал  | Не участвовал  | Не участвовал  | Не участвовал  | Не участвовал  | Не участвовал  |
| 2020/21                                                                                  | Клипперс    | 67               | 38               | 27,4             | 46,4             | 40,4             | 82,8             | 4,7              | 2,2              | 1,0              | 0,6              | 8,1              | 19             | 10             | 29,2           | 48,6           | 38,9           | 82,6           | 5,5            | 2,1            | 1,3            | 0,5            | 8,1            |
| 2021/22                                                                                  | Клипперс    | 59               | 54               | 24,8             | 46,3             | 40,0             | 65,8             | 4,3              | 1,7              | 1,0              | 0,7              | 8,3              | Не участвовал  | Не участвовал  | Не участвовал  | Не участвовал  | Не участвовал  | Не участвовал  | Не участвовал  | Не участвовал  | Не участвовал  | Не участвовал  | Не участвовал  |
| 2022/23                                                                                  | Клипперс    | 78               | 19               | 21,9             | 42,0             | 39,1             | 70,8             | 3,8              | 1,6              | 0,7              | 0,6              | 6,1              | 5              | 3              | 18,3           | 42,1           | 35,3           | -              | 2,2            | 1,2            | 0,4            | 0,4            | 4,4            |
| 2023/24                                                                                  | Клипперс    | 3                | 0                | 18,0             | 37,5             | 28,6             | -                | 2,3              | 1,7              | 1,0              | 1,3              | 2,7              | Не участвовал  | Не участвовал  | Не участвовал  | Не участвовал  | Не участвовал  | Не участвовал  | Не участвовал  | Не участвовал  | Не участвовал  | Не участвовал  | Не участвовал  |
| 2023/24                                                                                  | Филадельфия | 57               | 38               | 25,9             | 45,6             | 39,9             | 71,4             | 4,2              | 2,2              | 0,8              | 0,6              | 5,5              | 6              | 0              | 28,3           | 41,4           | 40,9           | 62,5           | 5,8            | 1,3            | 0,2            | 0,8            | 6,3            |
|                                                                                          | Всего       | 1053             | 863              | 29,7             | 43,7             | 36,6             | 83,2             | 5,0              | 3,3              | 0,9              | 0,6              | 10,4             | 69             | 42             | 28,7           | 43,9           | 35,7           | 79,1           | 4,8            | 2,3            | 0,8            | 0,4            | 8,9            |
| Наведите курсор мыши на аббревиатуры в заголовке таблицы, чтобы прочесть их расшифровку. |             |                  |                  |                  |                  |                  |                  |                  |                  |                  |                  |                  |                |                |                |                |                |                |                |                |                |                |                |

### Статистика в других лигах
| Сезон | Команда              | Лига                 | GP  | GS | MPG  | FG%  | 3P%  | FT%  | RPG | APG | SPG | BPG | PFL | TOV | PPG  |
| --- | -------------------- | -------------------- | --- | -- | ---- | ---- | ---- | ---- | --- | --- | --- | --- | --- | --- | ---- |
| 2005/06 | Ле-Ман               | Чемпионат Франции    | 5   | 0  | 0,8  | 40,0 | 0,0  | 66,7 | 0,4 | 0,0 | 0,0 | 0,0 | 0,0 | 0,0 | 1,2  |
| 2006/07 | Все клубы            | Все лиги             | 48  | 6  | 15,7 | 50,5 | 26,5 | 64,6 | 2,6 | 1,1 | 0,6 | 0,4 | 1,6 | 1,1 | 4,9  |
| 2006/07 | Ле-Ман               | Чемпионат Франции    | 36  | 4  | 16,4 | 50,7 | 26,3 | 60,0 | 3,0 | 1,3 | 0,6 | 0,4 | 1,7 | 1,0 | 5,1  |
| 2006/07 | Ле-Ман               | Евролига             | 12  | 2  | 13,5 | 50,0 | 27,3 | 76,9 | 1,7 | 0,7 | 0,8 | 0,4 | 1,3 | 1,2 | 4,3  |
| 2007/08 | Все клубы            | Все лиги             | 48  | 48 | 28,1 | 49,9 | 33,8 | 72,6 | 4,4 | 3,4 | 1,3 | 0,7 | 1,9 | 2,3 | 11,0 |
| 2007/08 | Ле-Ман               | Чемпионат Франции    | 35  | 35 | 28,7 | 51,3 | 35,2 | 74,0 | 4,8 | 3,7 | 1,3 | 0,8 | 1,6 | 2,5 | 11,9 |
| 2007/08 | Ле-Ман               | Евролига             | 13  | 13 | 26,6 | 45,3 | 29,0 | 66,7 | 3,5 | 2,7 | 1,5 | 0,5 | 2,5 | 2,0 | 8,5  |
| 2011/12 | Все клубы            | Все лиги             | 15  | 13 | 35,4 | 45,8 | 37,8 | 82,1 | 6,0 | 4,3 | 1,9 | 0,9 | 1,7 | 3,6 | 15,5 |
| 2011/12 | Нанси                | Чемпионат Франции    | 9   | 7  | 34,0 | 48,5 | 40,0 | 82,4 | 5,6 | 3,8 | 2,0 | 1,0 | 1,8 | 2,9 | 15,3 |
| 2011/12 | Нанси                | Евролига             | 6   | 6  | 37,6 | 41,5 | 33,3 | 81,8 | 6,7 | 5,2 | 1,7 | 0,7 | 1,7 | 4,7 | 15,8 |
| Всего | Всего                | Всего                | 116 | 67 | 22,8 | 49,1 | 32,3 | 73,9 | 3,7 | 2,4 | 1,0 | 0,6 | 1,7 | 1,9 | 8,6  |
| В Евролиге | В Евролиге           | В Евролиге           | 31  | 21 | 23,6 | 44,9 | 29,8 | 76,5 | 3,4 | 2,4 | 1,2 | 0,5 | 1,9 | 2,2 | 8,3  |
| В чемпионате Франции | В чемпионате Франции | В чемпионате Франции | 85  | 46 | 22,4 | 50,5 | 33,0 | 72,7 | 3,8 | 2,5 | 1,0 | 0,6 | 1,6 | 1,8 | 8,8  |
| Наведите курсор мыши на аббревиатуры в заголовке таблицы, чтобы прочесть их расшифровку Статистика приведена с сайта basketball.realgm.com |                      |                      |     |    |      |      |      |      |     |     |     |     |     |     |      |